# La Corne de brume

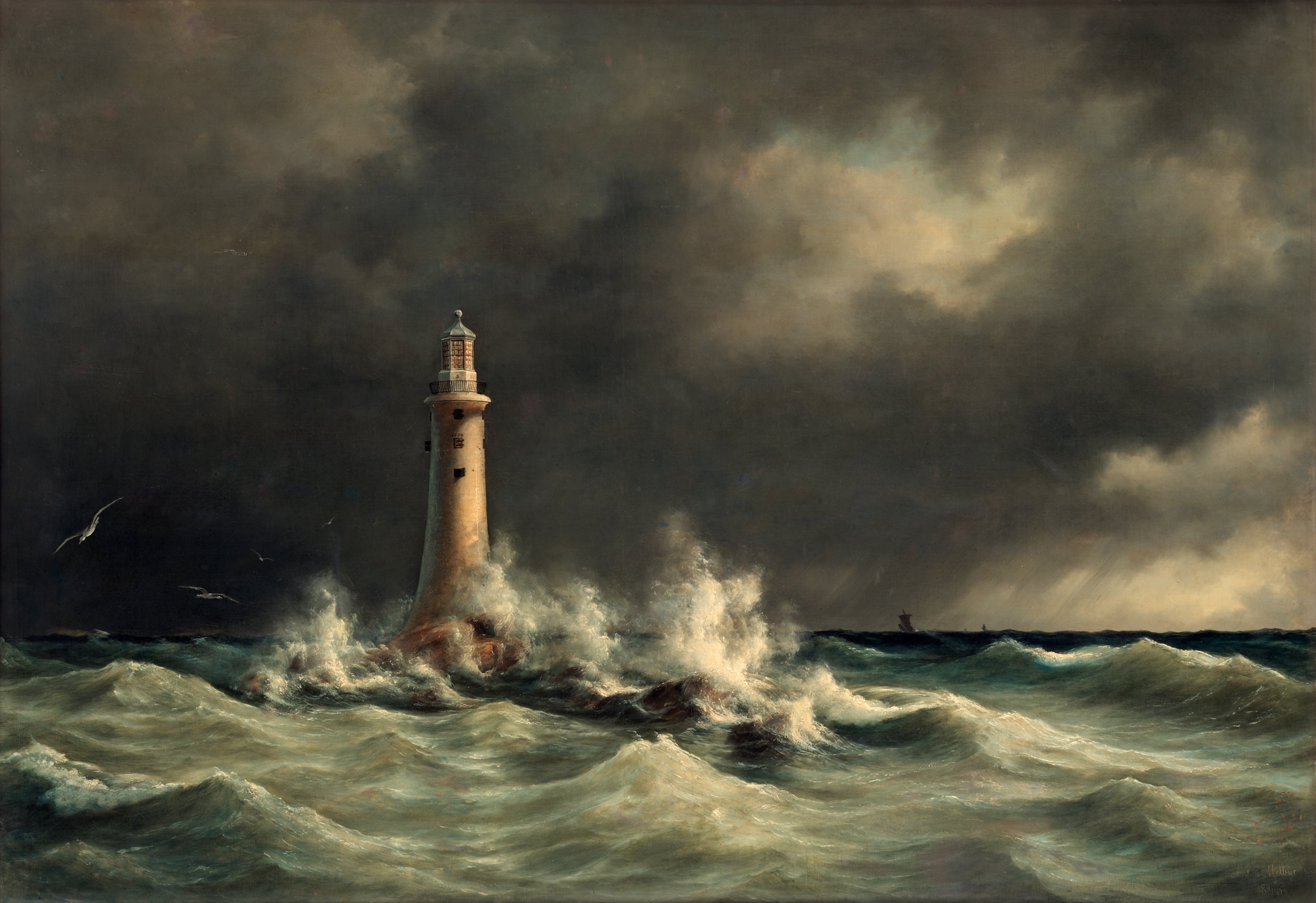
Les phares isolés sont présents dans l'imaginaire littéraire et cinématographique.

La Corne de brume (titre original : The Fog Horn) est un texte de l'auteur américain Ray Bradbury paru en 1951 dans The Saturday Evening Post.
Le long-métrage fantastique Le Monstre des temps perdus, réalisé par Eugène Lourié en 1953, s'en est inspiré.

## Résumé
Par une froide nuit de novembre, deux gardiens de phare, Johnny et le vieux McDunn, discutent des mystères de la mer. Chaque année à cette date, un monstre des Profondeurs répond à l’appel de la Corne de brume, le prenant pour le cri d'un individu de son espèce...

## Adaptation
Les droits du texte sont achetés peu après la parution pour le scénario du film Le Monstre des temps perdus (The Beast from 20,000 Fathoms), premier long-métrage sur un monstre géant réveillé par l'explosion d'une bombe nucléaire. La promotion du film joue sur la notoriété de Ray Bradbury et annonce un scénario « suggéré » par l'auteur.

## Publications en France
Sous le titre La Corne de brume
- dans Les Pommes d'or du soleil, Denoël, coll. « Présence du futur » no 14, 2e trimestre 1956
- dans La Colonne de feu, Denoël, coll. « Présence du futur » no 268, 1er trimestre 1979

Sous le titre La Sirène
- dans Un coup de tonnerre, Gallimard Jeunesse, coll. « 1000 soleils », 2e trimestre 1973
- dans La Sorcière d'avril et autres nouvelles, Actes Sud Junior, 2008